# 坎伯蘭縣 (新澤西州)
坎伯蘭縣（英語：Cumberland County）是美國新澤西州南部的一個縣，南臨特拉華灣。面積1,267平方公里。根據美國2000年人口普查，共有人口146,438。縣治布里奇頓 (Bridgeton)。
成立於1748年1月19日，縣名來自坎伯蘭伯爵。